# Aleš Entrichel
Aleš Entrichel, född 27 november 1995, är en tjeckisk sportskytt.

## Karriär
Entrichel började tävla i sportskytte 2008. Vid EM i 10 meter luftvapen 2022 i Hamar tog han guld tillsammans med Jiří Přívratský och František Smetana i 10 meter luftgevär. Vid EM i 10 meter luftvapen 2025 i Osijek tog Entrichel tillsammans med Filip Nepejchal och Jiří Přívratský guld i lagtävlingen i 10 meter luftgevär och silver i trio i samma gren.